# Claudio Caniggia
Claudio Paul Caniggia (født 9. januar 1967 i Henderson) er en tidligere argentinsk fodboldspiller, der spillede som midtbanespiller hos adskillige klubber i både Europa og i sit hjemland, samt på det argentinske landshold. Han var tilknyttet begge de to store argentinske hovedstadsklubber River Plate og Boca Juniors, og spillede desuden blandt andet i flere italienske klubber, samt hos SL Benfica i Portugal og Rangers F.C. i Skotland.
Caniggia vandt med River Plate i 1986 både det argentinske mesterkab, Copa Libertadores samt Intercontinental Cup. I sin udlandskarriere var han i 2003 med til at sikre Rangers F.C. både det skotske mesterskab og FA Cuppen.

## Landshold
Caniggia nåede gennem karrieren at spille 50 kampe og score 16 mål for Argentinas landshold, som han debuterede for i 1987. Han var blandt andet en del af den argentinske trup ved både VM i 1990, 1994, 1998 og 2002.

## Titler
Argentinske Mesterskab
- 1986 med River Plate

Copa Libertadores
- 1986 med River Plate

Intercontinental Cup
- 1986 med River Plate

Skotske Premier League
- 2003 med Rangers F.C.

Skotsk FA Cup
- 2003 med Rangers F.C.